# Olympische Winterspiele 2010/Teilnehmer (Tadschikistan)
| Gelbes Symbol für Goldmedaillen mit stilisierten Olympischen Ringen | Graues Symbol für Silbermedaillen mit stilisierten Olympischen Ringen | Braundes Symbol für Bronzemedaillen mit stilisierten Olympischen Ringen |
| ------------------------------------------------------------------- | --------------------------------------------------------------------- | ----------------------------------------------------------------------- |
| —                                                                   | —                                                                     | —                                                                       |

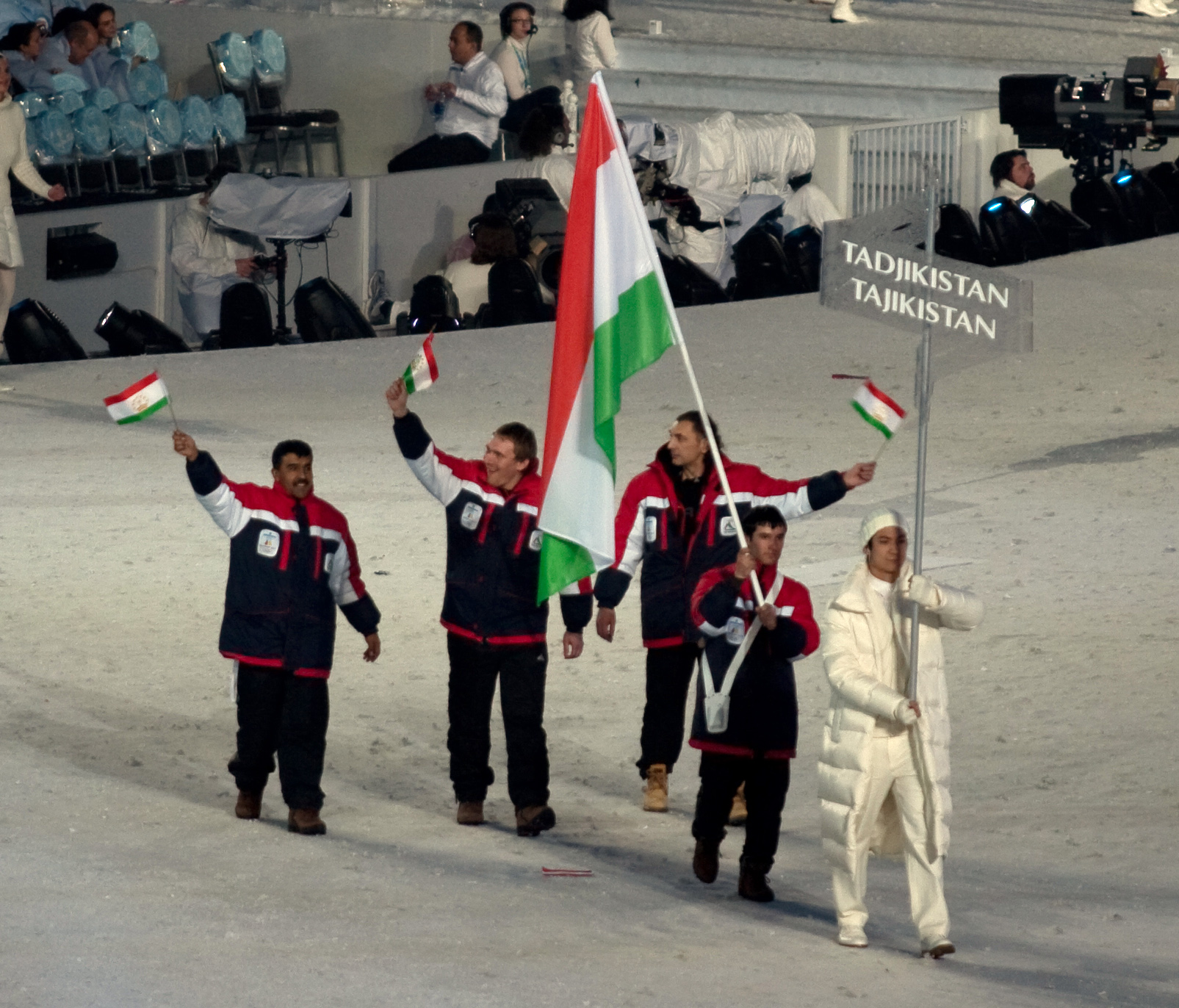
Einmarsch der Delegation Tadschikistans

Tadschikistan nahm an den Olympischen Winterspielen 2010 im kanadischen Vancouver mit einem Sportler im Ski Alpin teil.

## Ski Alpin
| Athleten      | Wettbewerbe  | 1. Lauf     | 2. Lauf     | Gesamt      | Gesamt |
| Athleten      | Wettbewerbe  | Zeit        | Zeit        | Zeit        | Rang   |
| ------------- | ------------ | ----------- | ----------- | ----------- | ------ |
| Männer        |              |             |             |             |        |
| Andrei Drygin | Riesenslalom | 1:25,82 min | 1:29,47 min | 2:55,29 min | 57     |
| Andrei Drygin | Slalom       | DNF         | DNF         | DNF         | DNF    |
| Andrei Drygin | Super-G      | –           | 1:38,03 min | 1:38,03 min | 44     |
| Andrei Drygin | Abfahrt      | –           | 2:04,44 min | 2:04,44 min | 59     |